# KASA (Band)
KASA (abgeleitet von Kartoffelsalat) ist eine deutsche Punkband. Die Texte thematisieren soziale und gesellschaftliche Missstände oder individuelle Gefühls- und Erfahrungswelten Heranwachsender und junger Erwachsener. Der Musikstil ist ein melodischer Punkrock. Die späteren Stücke zeigen auch Einflüsse von Hip-Hop, Ska, Reggae und Swing.

## Geschichte
KASA wurde als Schülerband in Letter bei Hannover im Jahr 1997 gegründet. Alle Bandmitglieder – Atti Akropolis (Gitarre, Gesang), Basti Bassgotti (Bass, Begleitgesang), Señor Stückchen (Schlagzeug), Gogo- oder auch Robert (Begleitgesang) sowie der 2005 ausgeschiedene Olly von und zu Rindtschwain (Lead-Gitarre) und kurzzeitiges Mitglied Benny (Gesang) waren Schüler eines Jahrgangs des Georg-Büchner-Gymnasiums in Seelze. Damit ist KASA – nachdem die Wohlstandskinder sich 2005 aufgelöst haben – wohl die dienstälteste Schülerband Deutschlands. Nach Auftritten in Jugend- und Kulturzentren im niedersächsischen und westfälischen Raum kamen ab 2003 Konzerte im Süd- und Ostdeutschland sowie der Schweiz, Österreich und Luxemburg in Clubs, Veranstaltungszentren und bei Festivals hinzu. Die Verbreitung der Musiktitel ist in der Szene hoch, da die älteren selbstveröffentlichten Stücke von der Band bei mp3.de kostenfrei zum Download zur Verfügung gestellt werden. KASA war in den Jahren 2004 bis 2006 fast durchgehend mit diversen Titeln in den MP3-Punkcharts vertreten.

## Diskografie
- 1999: Hinterm Rosenhain (CD-R)
- 2000: Chaos Tage (CD-R)
- 2001: Scheiss auf Deutschland (CD-R)
- 2002: Der Deutschlandmann aus der Expo-Stadt (CD-R)
- 2003: Alarmzustand! (CD, Nix-Gut Records)
- 2006: Rock ’n Roll & Schafe schubsen (CD, Nix-Gut Records)

### Samplerbeiträge
- 2002: Return to the Streets vol.2 (Räudig Records) – Song: 70 – 90
- 2003: Plastic Bomb #46 CD-Beilage (Plastic Bomb Rec.) – Song: Alarmzustand
- 2004: Klänge gegen Zwänge (Nix-Gut Records) – Songs: Halt’s Maul, Marktwirtschaft, Warum, Was, Wieso
- 2004: Es lebe der Punk IV (Labelsampler, Nix-Gut Records) – Songs: Alarmzustand, Warum, Was, Wieso
- 2005: Waste Your Time on Punkrock (BlackPython Rec.) – Song: Weit weg
- 2006: Waste Your Time on Punkrock II (BlackPython Rec.) – Song: Heute morgen wie gestern
- 2007: TAUGENIX-Nr.1 CD-Beilage (Nix-Gut Rec.) – Song: Draußen
- 2007: Es lebe der Punk X (Labelsampler, Nix-Gut Records) – Songs: Die ganze Welt und Scheißtag

Zusätzlich existieren auch Live-Mitschnitte von verschiedenen Konzerten, die allerdings aufgrund schlechter technischer Qualität nie offiziell verbreitet wurden.